# Lydia Sambaquy
Lydia de Queiroz Sambaquy (23 de março de 1913 – 13 de janeiro de 2006) foi uma bibliotecária brasileira. Ícone da biblioteconomia no Brasil, foi a fundadora e presidente do antigo Instituto Brasileiro de Bibliografia e Documentação (IBBD) hoje conhecido como Instituto Brasileiro de Informação em Ciência e Tecnologia (IBICT) durante onze anos, foi vice-presidente eleita da Federação Internacional de Documentação entre 1959 e 1962 e logo em seguida destacada como membro honorário desta mesma instituição.

## Vida
Lydia foi filha de Espiridião de Queiroz Lima, descente da linhagem dos Queiroz, cuja origem remota o século XVII na antiga Fazenda Califórnia, no sertão de Quixadá. Tal linhagem tem como descentes os ilustres Eusébio de Queiroz e Rachel de Queiroz, prima de primeiro grau de Lydia e primeira mulher a ingressar na Academia Brasileira de Letras. Se casou aos 16 anos com Julio Furquim Sambaquy (ex-Ministro da Educação) com quem teve 3 filhos.

## Carreira
Muniz (2010) relata que na década de 50 Lydia tinha ideias para o curso de Biblioteconomia, ela idealizava a criação de uma nova Biblioteca Central da UFRJ, nesta biblioteca seus primeiros sete andares seriam destinados a biblioteca e o último andar ao curso de Biblioteconomia, segundo ela porque Lydia “acreditava que a sinergia entre o curso e a Biblioteca Central seria benéfica para as duas partes”. Infelizmente, não foi possível a criação de um novo curso naquele momento.
Lydia e sua irmã Sylvia trabalharam na biblioteca do Departamento Administrativo do Serviço Público (DASP), durante os anos em que esteve lá Lydia presenciou e foi promotora de diversas mudanças, entre elas a criação de um curso preparatório para bibliotecários no DASP, inicialmente o curso contava com 3 matérias: catalogação e classificação, administração e organização de bibliotecas, bibliografia e referência. A criação desse curso inventou diversas criticas, ele chegou até a ser considerado um mero instrumento para aumento de salário dos servidores, porém seus criadores defendiam que se tratava de um instrumento no projeto de reorganização da carreira de bibliotecário no Brasil.
Nos anos 50 começam os preparativos para a criação do IBBD, Lydia e Jannice Monte-Mor são patrocinadas pela UNESCO e pela FGV para viajar durante quase um ano fazendo estágios em importantes bibliotecas e centros de documentação. Elas visitaram os Estados Unidos da América e a Europa. Ao retornarem ao Brasil, Lydia tem ampliadas suas ideias de organização da estrutura de um órgão dedicado ao trabalho bibliográfico deveria ter para impulsionar as atividades científicas e tecnológicas nacionais.
Silva (1987) diz que o IBBD foi totalmente planejado por Lydia, inclusive rascunhos de documentos que mais tarde se tornaram oficiais. Durante 11 anos Lydia foi diretora do IBBD, nesses anos o Instituto foi responsável por inúmeras transformações no modo como a informação em ciência e tecnologia é vista no Brasil. Com a imposição do regime ditatorial pelos militares no Brasil Lydia entra em conflitos de poder com a nova administração do país e é retirada de seu cargo.